# Route 480 (Nouveau-Brunswick)
Pour les articles homonymes, voir Route 480.
La route 480 est une route locale du Nouveau-Brunswick située dans l'est de la province, au sud-est de Miramichi et à l'est de Rogersville. Elle traverse une région mixte, tant boisée qu'agricole. Elle mesure 33 kilomètres, et est pavée sur toute sa longueur.

## Tracé
La 480 débute à Acadie Siding, sur la route 126, une route reliant Miramichi à Moncton. Elle commence par se diriger vers l'est pendant une quinzaine de kilomètres en traversant une zone faiblement peuplée. En effet, elle traverse les villages de Pineau, Centre-Acadie, Acadieville et Vautour. Elle continue ensuite sa route vers l'est, mais en traversant une région plus boisée, puis elle se termine à la sortie 75 de la route 11, au sud de Kouchibouguac. 

## Intersections principales
| Route 480       |               |    |                                                            |                                             |
| Comté           | Location      | km | Intersection/Destinations                                  | Notes                                       |
| Comté de Kent   | Acadie Siding | 0  | R-126, Miramichi, Rogersville, Moncton                     | extrémité ouest de la 480                   |
| Comté de Kent   | Acadieville   | 12 | Chemin Richard-Village nord, Barrieau, Village-Saint-Jean  |                                             |
| Comté de Kent   | Saint-Luc     | 27 | Chemin Le Buttereau sud, Saint-Ignace, Saint-Louis-de-Kent |                                             |
| Comté de Kent   | Kouchibouguac | 33 | R-11, R-117 est, Bay du Vin, Shédiac, Miramichi            | extrémité est de la 480; sortie 75 de la 11 |
| Bleu: échangeur |               |    |                                                            |                                             |